# Édifice Wilder-Pierce
L'édifice Wilder-Pierce est un bâtiment commercial situé à Stanstead au Québec, Canada. Construit entre 1810 et 1814, il s'agirait du plus vieux poste de douane au Canada. L'édifice a été cité comme immeuble patrimonial en 2009 par la ville de Stanstead.

## Histoire
Stanstead se forme au tournant du XIXe siècle par la venue de gens provenant de la Nouvelle-Angleterre. Trois villages se forme au nord de la frontière, Beebe Plain, Stanstead Plain et Rock Island. Wilder Pierce, originaire du New Hampshire, se fait construire un magasin peu après son arrivée vers 1810. La localité devient peu après sa fondation un relais de diligence et du courrier sur la route entre Québec et Boston. Wilder Pierce devient un marchand prospère et s'adonne a des activités agricoles et civiques en plus d'être un bienfaiteur pour l'église méthodiste.
La position près de la frontière de Stanstead Plain en fait une plaque tournante des transports. Le commerce nécessite l'ouverture d'un bureau de douanes.  C'est dans l'édifice Wilder-Pierce qui ce dernier est installé en 1821. Il s'agissait à l'époque de l'un des deux bureaux des douanes au Bas-Canada, l'autre étant à Lacolle. L'Eastern Townships Bank ouvre une succursale dans l'édifice en 1859. La tour est probablement ajoutée à la fin du XIXe siècle.
La construction du chemin de fer du Grand Tronc, qui passe par Coaticook, a marginalisé Stanstead. L'Eastern Townships Bank déminage en 1900 à Rock Island. Quant à la douane, elle quitte l'édifice en 1913. L'édifice est ensuite utilisé à diverses fins commerciales et résidentielles. Il est cité comme immeuble patrimonial le 4 mai 2009 par la ville de Stanstead.
En 2022, la ville s’adresse à la Cour supérieure du Québec dans le but de faire démolir l'édifice, le jugeant dangereux. Le ministère de la Culture et des Communications a envoyé une lettre à la municipalité lui demandant de considérer toutes les alternatives autres que la démolition.